# Istället för Abrakadabra
Istället för Abrakadabra är en kortfilm skriven och regisserad av Patrik Eklund som handlar om en ung man som kämpar för att lyckas som trollkarl. Filmen hade premiär på Göteborgs filmfestival 2008, där den vann kortfilmspriset Startsladden, värt 1 013 500 kronor, samt hederspriset Publikens val.
Filmen är inspelad i Piteå under hösten 2007.
2010 nominerades filmen till Oscar för bästa kortfilm.

## Rollista
- Simon J. Berger – Thomas
- Jacob Nordenson - Bengt
- Anki Larsson - Gunilla
- Saga Gärde – Monika
- Göran Forsmark – Stunt-Roger
- Daniel Rudstedt - Fotografen